# Álvaro Zamora
Álvaro Zamora, né le 9 mars 2002 à San José, est un footballeur international costaricien, qui joue au poste de milieu gauche à l'Aris Salonique.

## Biographie

### En club
Álvaro Zamora commence le football à la Rivera de Belén. De dix à quinze ans, il évolue à la LD Alajuelense. Il est repéré par un recruteur qui l’emmène aux États-Unis où il joue en faveur d'Orlando City. Après avoir eu des problèmes de résidence, il revient ensuite au Costa Rica, en l’occurrence au CS Herediano.
En 2020, il est prêté par le CS Herediano au Municipal Grecia, avec qui il fait ses débuts en première division le 25 janvier 2020 face à l'AD Municipal Perez Zeledon, en remplaçant Harry Rojas à quatre minutes du terme,.
En 2021, il rejoint le Municipal Perez Zeledon, avec qui il dispute quatre matchs de championnat.
En 2022, après un prêt au CS Uruguay, il joue sa première saison avec le Deportivo Saprissa, avec qui il joue son premier match le 16 janvier 2022 contre l'AD San Carlos, en remplaçant Emanuel Carvajal à la 72e minute. Le 1er septembre 2022, il marque son premier but contre son ancien club du Municipal Grecia. 
Le 14 juillet 2023, il rejoint l'Europe et le club grec de l'Aris Salonique, signant un contrat de cinq saisons. 

### En sélection
Le 23 septembre 2022, il honore sa première sélection en équipe du Costa Rica en amical face à la Corée du Sud, en entrant en jeu à la place de Gerson Torres à la mi-temps. Quatre jours plus tard, il joue son deuxième match face à l'Ouzbékistan en amical, remplaçant à la pause Carlos Mora. Dans le temps additionnel, il délivre une passe décisive sur coup franc pour le but victorieux de Kendall Waston.
Le 3 novembre 2022, il est sélectionné par Luis Fernando Suárez pour participer à la Coupe du monde 2022.
Il participe au tournoi de Maurice Revello avec les espoirs du Costa Rica en juin 2023.

## Palmarès
- Deportivo Saprissa
  - Champion du Costa Rica en 2022 (ouverture).